# Kursk
 Denne artikel omhandler byen Kursk. Opslagsordet har også en anden betydning, se Kursk (flertydig).
Kursk (russisk: Курск, tr. Kursk) er en by i den sydlige del af europæisk Rusland. Byen er kendt for panserslaget ved Kursk i juli 1943, der var det største panserslag i historien og et af vendepunkterne i de sovjetisk-tyske kampe under 2. verdenskrig. Kursk har 436.678 (2024) indbyggere og i 2017 en befolkningstæthed på 2.354/km².

## Etymologi
Navnet Kursk er afledt af navnet på floden Kur (russisk: Кур, dansk: ~ lille flod).
Hydronymet Кур er sandsynligvis afledt af курья, der betyder "snævert løb af floden/åen", selvom legender beretter, at floden Kur engang var en sejlbar flod og derefter udtørrede. Flodens høje bredder understøtter legenden.
Lingvister mener, at navnet "Кур" har sin rod i betegnelserne "agerhøne" (russisk: куропатка) eller "kylling" (russisk: курица), nærliggende landsbyer har også "hønsefuglenavne". Opfattelsen afspejles i Kursks våbenskjold, der afbilder flyvende vagtler.

## Geografi
Kursk er det administrative centrum i oblasten Kursk og ligger omkring 526 km syd for Moskva ved sammenløbet af floderne Kur, Tuskar og Sejm nær grænsen til Ukraine.
Kursk ligger midt i Den centrale sortjordsregion (russisk: Центрально-Чернозёмный заповедник, tr. Tsentralno-Tjernozjomnyj zapovednik), der er et område med skovsteppe, og i et område med omfattende jernforekomster, hvor jernindholdet i malmen spænder fra 35% op til 60%. Den meget høje jernforekomst i malmen medfører den såkaldte magnetanomali ved Kursk.
Kursk-krateret, der er et meteoritkrater på 5,5 km i diameter, ligger vest for byen. Kursk-krateret skønnes at være 250 ± 80 millioner år gammelt.

### Klima
| J F M A M J J A S O N D 42 −5 −12 32 −4 −11 35 1 −6 41 12 3 49 20 9 72 23 12 77 24 14 56 24 13 54 18 8 47 10 3 49 2 −3 50 −2 −8 Gennemsnitlige max. og min. temperaturer i °C Nedbørsmængde i mm Kilde: Kursk, climate-data.org |           |         |         |         |          |          |          |         |         |         |          |
| J | F         | M       | A       | M       | J        | J        | A        | S       | O       | N       | D        |
| 42 −5 −12 | 32 −4 −11 | 35 1 −6 | 41 12 3 | 49 20 9 | 72 23 12 | 77 24 14 | 56 24 13 | 54 18 8 | 47 10 3 | 49 2 −3 | 50 −2 −8 |
| Gennemsnitlige max. og min. temperaturer i °C |           |         |         |         |          |          |          |         |         |         |          |
| Nedbørsmængde i mm |           |         |         |         |          |          |          |         |         |         |          |
| Kilde: Kursk, climate-data.org |           |         |         |         |          |          |          |         |         |         |          |

| J                                             | F         | M       | A       | M       | J        | J        | A        | S       | O       | N       | D        |
| 42 −5 −12                                     | 32 −4 −11 | 35 1 −6 | 41 12 3 | 49 20 9 | 72 23 12 | 77 24 14 | 56 24 13 | 54 18 8 | 47 10 3 | 49 2 −3 | 50 −2 −8 |
| Gennemsnitlige max. og min. temperaturer i °C |           |         |         |         |          |          |          |         |         |         |          |
| Nedbørsmængde i mm                            |           |         |         |         |          |          |          |         |         |         |          |
| Kilde: Kursk, climate-data.org                |           |         |         |         |          |          |          |         |         |         |          |

Klimaet er tempereret fastlandsklima. Den gennemsnitlige dagtemperatur i sommermånederne er mellem + 24 °C og + 25 °C (maksimum + 39 °C), den gennemsnitlige minimumstemperatur i vintermånederne er mellem -5 °C og 9 °C (minimum -35 °C).
Midvintrene er kolde, men der kan komme tø. Alvorlig frost er sjælden. Somrene er ustabile med intens varme og klart vejr vekslende med køligt vejr.

## Historie
Arkæologiske fund indikerer, at området omkring Kursk blev beboet i det 5. eller 4. århundrede f.v.t.. Bosættelsen blev befæstet og omfattede slavere mindst så tidligt som det 8. århundrede e.v.t..

Den første skriftlige omtale af Kursk er dateret 1032, hvor byen blev nævnt som en af byerne i Severien af fyrst Igor i "Sangen om Igors hærtog":
| Citat | Når det gælder mine Kurskere, så er de berømte riddere — svøbt under krigshorn, ammet under hjelme, madet fra spidsen af en lanse; for dem er stierne familiære, for dem er slugterne kendte, deres buer er stramt strengede, koggerne er åbne, sablerne skarpe; og de selv, som gråulve springer de på markerne og søger ære for sig selv og for deres fyrste hæder. | Citat |
|       | |       |

Som hjemstedet for et mindre fyrstendømme blev Kursk plyndret af kiptjakerne i 11- og 1200-tallet og ødelagt af Batu Khan omkring 1237. Byen blev genopbygget senest 1283. Kursk blev regeret af Storfyrstendømmet Litauen mellem 1360-1508. Fra 1508 var Kursk en del af Storfyrstedømmet Moskva som dets sydlige grænseprovins. Byen var et vigtigt center for kornhandel med Ukraine og afholdt hvert år et vigtigt marked ved klosteret Kursks Guds moder. Byen blev ofte angrebet af Den polsk-litauiske realunion og Krim-khanatet frem til slutningen af 1600-tallet og blev regeret af Polen-Litauen mellem 1611 og 1634. Kursk fik bystatus i 1779 og blev det administrative centrum for Kursk guvernement i 1797.
I begyndelsen af 1900-tallet havde levnedsmiddelindustrien en dominerende rolle, bl.a. lå et af de største bryggerier i Rusland i Kursk. Derudover var der flere ingeniørvirksomheder og et jernbaneselskab i byen. Arbejdsvilkårene på fabrikkerne i Kursk var så hårde, at det ofte udløste strejker, bl.a. 1901-1903 hvor arbejderne på Kursk sukkerfabrikker var i strejke. Kurskarbejderne deltog i de landsdækkende politiske strejker under den russiske revolutionen i 1905.
Den 26. november (9. december) 1917 blev sovjetmagten udråbt. Den 20. september 1919 indtog Denikins Krenskijtro styrker Kursk. De kontrarevolutionære blev slået den 19. november 1919, hvor den Røde Hær indtog Kursk. I december 1922 blev Kursk en del af Den Russiske Føderative Sovjetrepublik.
Under sovjettiden blev udvindingen af de store forekomster af jernmalm ved Kursk indledt, og byen udviklede sig til et af de største jernbaneknudepunkter i det sydvestlige Rusland. I 1932 blev landsbyen Jamskaja sloboda lagt sammen med Kursk, og i 1935 blev byens sporvognssystem indviet. I 1937 indledtes bygningen af bydelen Stalinskij i den sydlige udkant af byen.
Under 2. verdenskrig var Kursk besat af tyskerne fra 4. november 1941 til 8. februar 1943. Ved landsbyen Prokhorovka nær Kursk stod slaget ved Kursk fra 5. juli 1943 til 23. august 1943 mellem sovjetiske og tyske panserstyrker. Slaget anses af historikere for et af historiens største kampvognsslag, hvor over 6.000 kampvogne kæmpede på nært hold i åbent terræn. Med sejren stoppede de sovjetiske styrker den tyske fremrykning, og den var et vendepunkt i krigen på Østfronten.
Genopbygningen af byen efter nazisternes besættelse indledtes midt under anden verdenskrig i februar 1944. Den 19. februar åbnede biografen og den 27. februar dramateatret. I 1950 var byens økonomi på førkrigsniveau. I 1953 var sporvognsdriften fuldstændig genetableret.
I 2009 blev ikonen Theotokos fra Kursk (dansk: ~ Kursks Gudsmoder) for første gang i 90 år udstillet i Kursk. Ikonen er den mest beundrede i den russisk-ortodokse kirke og har fået tilnavnet "russisk diasporas beskytter".
I 2012 fejrede Kursk sit 980 års jubilæum.

## Demografi
| Demografisk udvikling af Kursk mellem 1811 og 2014 |         |         |         |         |         |         |         |         |         |         |         |         |
| år                                                 | 1811    | 1825    | 1833    | 1840    | 1847    | 1856    | 1863    | 1867    | 1870    | 1885    | 1897    | 1910    |
| befolkning                                         | 23.500  | 15.800  | 20.050  | 30.469  | 24.776  | 40.771  | 28.565  | 28.921  | 31.754  | 49.657  | 75.721  | 82.456  |
| år                                                 | 1913    | 1917    | 1923    | 1931    | 1937    | 1939    | 1956    | 1962    | 1967    | 1973    | 1979    | 1986    |
| befolkning                                         | 85.400  | 53.565  | 84.537  | 92.300  | 104.667 | 119.977 | 179.000 | 228.000 | 255.000 | 327.000 | 375.345 | 426.000 |
| år                                                 | 1992    | 1996    | 2000    | 2002    | 2004    | 2006    | 2008    | 2010    | 2011    | 2012    | 2013    | 2014    |
| befolkning                                         | 435.200 | 442.300 | 443.500 | 412.442 | 408.000 | 405.500 | 408.100 | 415.159 | 415.200 | 423.181 | 428.741 | 431.171 |

## Administrativ inddeling
Kursk er det administrative center i Kursk oblast, selvom byen ikke er en del af oblastet. Administrativt har byen status som oblast, med navnet Kursk byokrug.
| Bydele i Kursk | Bydele i Kursk          | Bydele i Kursk        | Bydele i Kursk            | Bydele i Kursk |
|                | Bydel (Gorodskoi Okrug) | Russisk navn          | Indbyggere (2016 anslået) | Kursks okruger |
| -------------- | ----------------------- | --------------------- | ------------------------- | -------------- |
|                | Tsentralnyj             | Центральный округ     | 220.000                   |                |
|                | Zjeleznodorozjnyj       | Железнодорожный округ | 73.200                    |                |
|                | Sejmskij                | Сеймский округ        | 150.000                   |                |

## Økonomi og infrastruktur
Ud over sin betydning som et administrativt center er Kursk et vigtigt industrielt knudepunkt. Aktiviteterne er koncentreret om jernindustri, kemisk industri og en stor fødevareindustri, som afspejler det højtydende landbrug i den omkringliggende "sortjords" region.
Særlig bemærkelsesværdigt er den såkaldte Kursk magnetiske anomali (russisk: Курская магнитная аномалия), verdens største kendte jernmalmsreserve, hvor jernindholdet i malmen spænder fra 35% op til 60%.
I Kurtjatov, omkring 40 km vest for Kursk, ligger Kursk atomkraftværk, der omfatter fire RBMK-1000-reaktorer (russisk: Реактор Большой Мощности Канальный) svarende til de reaktorer, der var impliceret i Tjernobylulykken i 1986. Den ældste af reaktorerne i Kursk har været i drift siden 1977, og den nyeste siden 1986.

## Seværdigheder
Den moderne bydel er hjemsted for flere universiteter: Kursk Statslige Medicinske Universitet, Statens Tekniske Universitet, Kursk Statsuniversitet (tidligere Pædagogiske Universitet) og Landbrugsakademiet, såvel som det private Regionale Åbne Sociale Institut (ROSI).
Der er mindesmærker for slaget ved Kursk såvel i Kursk som i Prokhorovka.
Kommandobunkeren fra kampene er indrettet som museum og mindesmærke for sovjetiske T-34 kampvognsenheder, der kæmpede i slaget ved Kursk. Over 6.000 pansrede køretøjer kæmpede på tæt hold i det åbne område nær Kursk i 1943. De sovjetiske kampvognsenheder stoppede den tyske fremrykning i Kurskområdet, og dette var et vendepunkt i Anden Verdenskrig på Østfronten.
Kursk spillede en rolle i Den kolde krig som vært for Khalino luftbase.
I nærheden af Kursk ligger det "Det centrale sortjordsreservat" (russisk: Центрально-Чернозёмный заповедник, tr. Tsentralno-Tjernozjomnyj zapovednik) på 42 km². Reservatet blev oprettet i 1935 og har aldrig været pløjet. Reservatet benyttes til en række forskellige forskningsformål.
Den ældste bygning i Kursk er den Øvre Kirke ved Treenighedsklosteret, kirken er et godt eksempel på stilovergangen, der er karakteristisk for Peter den Stores tidlige regeringstid. Den ældste del af bygning er det såkaldte Romodanovskije-kammer, der efter al sandsynlighed er bygget i midten af 1700-tallet, da Romodanovskije-familien allerede var uddød.
Byens katedral blev bygget mellem 1752 og 1778 i barokstil og blev dekoreret så overdådigt, at mange kunsthistorikere tilskriver Francesco Bartolomeo Rastrelli udsmykningen, selvom Rastrellis deltagelse i udsmykningen er udelukket. Katedralen er det mest imponerende stykke elisabethansk barokarkitektur, der blev bygget udenfor Sankt Petersborg og ikke var bestilt af zarfamilien.
Katedralen har to etager. Den nedre kirke indviet til Sankt Sergij Radonezjskij og den øvre til Kazans Guds moder (Theotokos af Kazan). Den øvre kirke er kendt for et enestående ikonalter, det tog seksten år at færdiggøre. Det treetagers klokketårn tiltrækker særlig interesse. Den syvårige Seraphim af Sarov, senere helgenkåret, hvis far deltog ved opførelsen, overlevede et fald fra tårnets øverste etage. I kirken ses også, hvor Sankt Seraphim blev døbt.
Klosterkatedralen, der er bygget 1816-1826, er et andet imponerende bygningsværk, strengt formuleret i den reneste nyklassicistiske stil med en kuppel, der måler 20 meter i diameter og er 48 meter høj. Interiøret var tidligere rigt på farvede kugler, forgyldninger, og fresker. Der er planer om at rekonstruere kirken.

## Venskabsbyer
Kursk er venskabsby med:
| - Pitsunda, Abkhasien - Sukhumi, Abkhasien - Homel, Hviderusland - Pastavy, Hviderusland - Feodosija, Autonome Republik Krim - Biržai, Litauen - Dębno, Polen | - Tczew, Polen - Tjern, Rusland - Niš, Serbien - Užice, Serbien - Chichester, Storbritannien - Speyer, Tyskland - Witten, Tyskland | - Zweibrücken, Tyskland - Tiraspol, Transnistrien - Donetsk, Ukraine - Izmail, Ukraine - Novograd-Volinskij, Ukraine - Sumy, Ukraine - Veszprém, Ungarn |

## Kendte kurskere
- Aleksandr Povetkin, bokser
- Aleksandr Rutskoj, russisk vicepræsident 1991-1993
- Georgij Sviridov, komponist og pianist
- Anastasija og Marija Tolmatjevy, sangere
- Seraphim af Sarov, helgenkåret munk og mystiker